# E51
La ruta europea E51 és una carretera que forma part de la Xarxa de carreteres europees. Comença a Berlín (Alemanya) i finalitza a Nuremberg (Alemanya). Té una longitud de 479 km. Té una orientació de nord a sud.